# 长尾巧织雀
长尾巧织雀，也称长尾寡妇鸟，一种生活在非洲的鸟类物种。长尾寡妇鸟的雄鸟有很长的尾羽，是尾羽比例最长的鸟类之一，长度为50厘米，而雌鸟的尾羽长度正常，只有7厘米。
鸟类学家安德森曾经用长尾寡妇鸟做过一个著名的实验，说明了雌性的长尾寡妇鸟倾向于选择尾羽更长的雄鸟(身體更好)。

## 外链
- International Union for Conservation of Nature and Natural Resources Euplectes progne （页面存档备份，存于）
- Long-tailed Widow - Species text in The Atlas of Southern African Birds （页面存档备份，存于）